# Abdelkader Besseghir
Abdelkader Besseghir (en arabe : عبد القادر بالصغير) est un footballeur algérien né le 3 mai 1978 à Mascara. Il évoluait au poste de défenseur.

## Biographie
Besseghir évolue pendant dix saisons avec le club de l'USM Alger.
Il dispute un total de 207 matchs en première division algérienne, inscrivant deux buts. Il participe également à plusieurs reprises à la Ligue des champions d'Afrique.

## Palmarès

### Palmarès Joueur
| USM Alger - Championnat d'Algérie (1) : - Champion : 2004-05. - Coupe d'Algérie : - Finaliste : 2005-06 et 2006-07. |  | MC Alger \| - Championnat d'Algérie (1) : - Champion : 2009-10. - Coupe d'Algérie (0) : - Finaliste : 2012-13. \| \| - Coupe nord-africaine des clubs champions : - Finaliste : 2010. \| |
| - Championnat d'Algérie (1) : - Champion : 2009-10. - Coupe d'Algérie (0) : - Finaliste : 2012-13.                  |  | - Coupe nord-africaine des clubs champions : - Finaliste : 2010. |

### Palmarès Entraineur
GC Mascara
- Division 3 Ouest (1) :
  - Champion : 2020-21.